# Nicholas Wahl
Pour les articles homonymes, voir Wahl (homonymie).
Anthony Nicholas Maria Wahl, né à New York le 7 juin 1928 et mort à Londres le 13 septembre 1996, est un universitaire américain, spécialiste d'histoire française contemporaine,,,,,.

## Biographie
Nicholas Wahl est le fils d'immigrés juifs hongrois, convertis au catholicisme, installés à New York. Son père était chirurgien de l'armée impériale pendant la Première Guerre mondiale et devient médecin à New York. Nicholas Wahl suit ses études à la Stuyvesant High School de New York, puis étudie à la Columbia University et l'histoire à l'University of Wisconsin. Nicholas Wahl obtient son doctorat en histoire en 1956 de Harvard. Il poursuit ensuite une carrière académique à Harvard, Princeton et de 1978 à 1996 à la New York University (où il dirige l'Institute of French Studies), se spécialisant en histoire politique de la France contemporaine, s'attachant en particulier à la Cinquième République et à la carrière du général de Gaulle dont il admirait le parcours et qu'il rencontra à plusieurs reprises. Il publie en 1959 The Fifth Republic: France's new political system. Il a été « visiting professor » à l'université Columbia, au Nuffield College d'Oxford, à l'Université de Paris X-Nanterre, à l'Institut d'Études Politiques de Paris, à l'Université de Saigon et au Bryn Mawr College. 
Il épouse Sandy Walcott en 1964, dont il divorce en 1988. Il se remarie avec Charlotte Fawcett la même année. Charlotte Fawcett est divorcée en 1980 de Stanley Johnson, père du Premier ministre actuel du Royaume-Uni, Boris Johnson. Nicholas Wahl a donc été le beau-père de Boris Johnson pendant quelques années, jusqu'à sa mort d'un cancer à Londres, en septembre 1996.